# Platycleis kashmira
Platycleis kashmira är en insektsart som först beskrevs av Boris Petrovich Uvarov 1930.  Platycleis kashmira ingår i släktet Platycleis och familjen vårtbitare. Inga underarter finns listade i Catalogue of Life.